# 毛茶藨子
毛茶藨子（学名：Ribes pubescens）为虎耳草科茶藨子属下的一个种。

## 扩展阅读
- 維基物種上的相關：毛茶藨子